# Kosmos 2311
Kosmos 2311, ruski izviđački satelit iz programa Kosmos. Vrste je Jantar-4K2 (Kobaljt br. 547).
Lansiran je 22. ožujka 1995. godine u 16:44 s kozmodroma Pljesecka u Rusiji. Lansiran je u nisku orbitu oko planeta Zemlje raketom nosačem Sojuz-U 11A511U. Orbita mu je bila 173 km u perigeju i 373 km u apogeju. Orbitna inklinacija bila mu je 67,14°. Spacetrackov kataloški broj je 23530. COSPARova oznaka je 1995-014-A. Zemlju je obilazio u 90,00 minuta. Pri lansiranju bio je mase 6600 kg. 
Sletio je na Zemlju 31. svibnja 1995. godine.
Dva dijela satelita su se odvojila. Oba su bila dio Kobaljtova AO. Prvomu je orbita mu bila 167 km u perigeju i 254 km u apogeju. Orbitna inklinacija bila mu je 67,07°. Spacetrackov kataloški broj je 23591. COSPARova oznaka je 1995-014-C. Zemlju je obilazio u 88,70 minuta. Ponovo je ušao u atmosferu 1. lipnja 1995.
Drugome je orbita mu bila 170 km u perigeju i 263 km u apogeju. Orbitna inklinacija bila mu je 67,12°. Spacetrackov kataloški broj je 23592. COSPARova oznaka je 1995-014-D. Zemlju je obilazio u 88,82 minute. Ponovo je ušao u atmosferu 1. lipnja 1995.

## Vanjske poveznice
- N2YO.com Search Satellite Database
- Celes Trak SATCAT Format Documentation (engl.)
- Kunstman  Arhivirana inačica izvorne stranice od 12. kolovoza 2019. (Wayback Machine) Satellites in Orbit (engl.)